# Fernando Botero

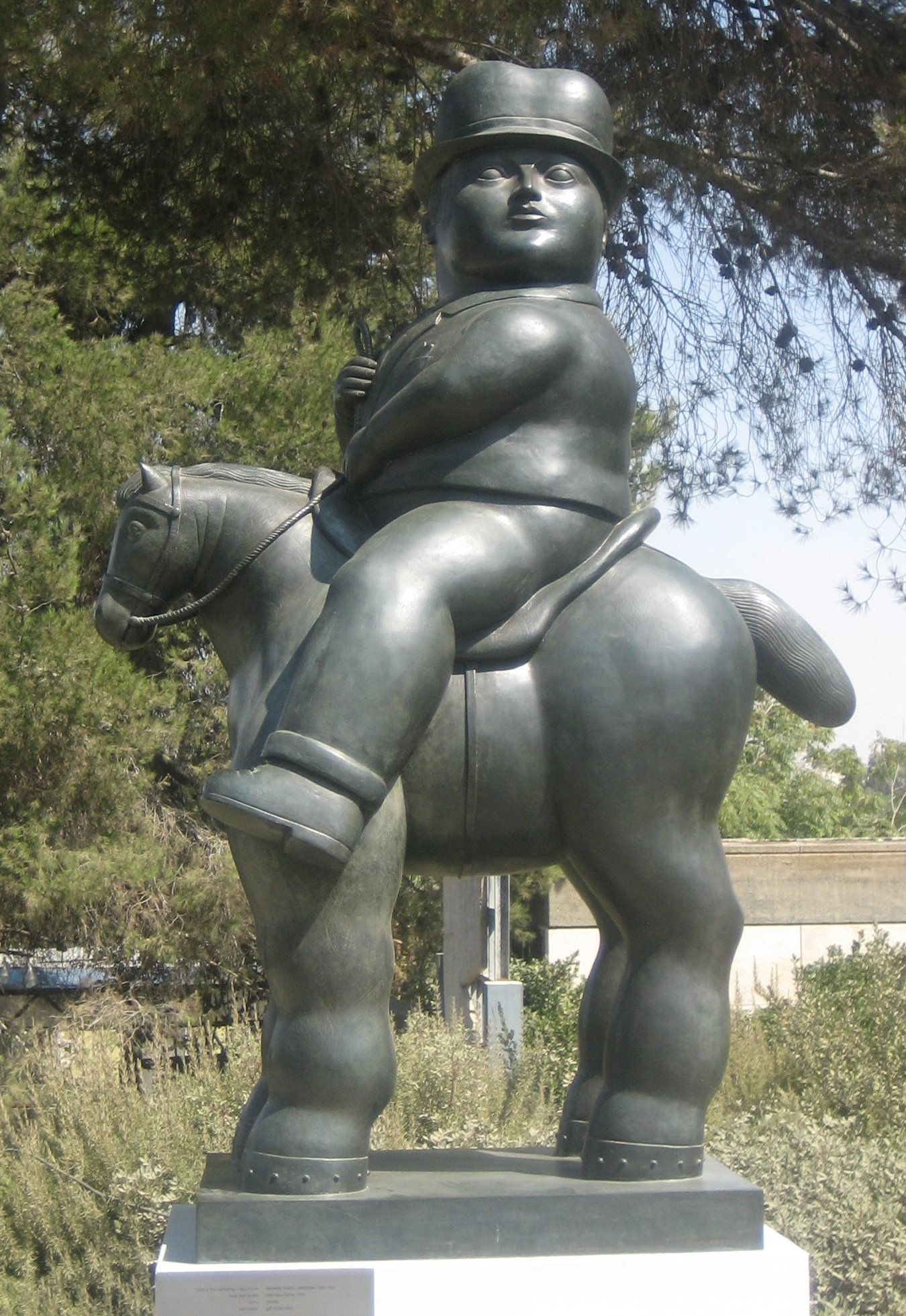
Człowiek na koniu – rzeźba Fernanda Botero w Jerozolimie

Fernando Botero Angulo (ur. 19 kwietnia 1932 w Medellín, zm. 15 września 2023) − kolumbijski artysta malarz i rzeźbiarz, karykaturzysta stylu klasycznego.

## Zarys biografii
W 1951 rozpoczął studia w Bogocie, edukację kontynuował w Madrycie i Florencji. W trakcie pobytu w Meksyku, w drugiej połowie lat 50. zainteresował się sztuką ludową Ameryki Łacińskiej.
- 1951 – pierwsza wystawa (Bogota)
- 1956 – pierwszy obraz z charakterystycznymi „obfitymi kształtami”: Martwa natura z mandoliną
- 1957 – pierwsza wystawa indywidualna w USA (Waszyngton)

W latach 1993–2005 zorganizowano w Berlinie wystawę rzeźb Fernanda Botero, cieszącą się sporym zainteresowaniem. Monumenty umieszczono m.in. w okolicach Bramy Brandenburskiej i w Lustgarten (Ogród Przyjemności).
Przez lata wypracował bardzo wyrazisty i rozpoznawalny styl, który nazwano boteryzmem.